# Mesochorus subulatus
Mesochorus subulatus là một loài tò vò trong họ Ichneumonidae.